# 13 (альбом The Doors)
13 — первый официальный сборник хитов американской рок-группы The Doors, выпущенный в ноябре 1970 года. Назван так по числу песен, вошедших в него.
Это был первый сборник в дискографии группы, которых впоследствии будет множество. Этот же сборник уникален тем, что был издан ещё во время существования классического состава «The Doors». Альбом занял 25 место в хит-параде Billboard, которого достиг в начале 1971 года. Сборник получил «платиновый статус» от RIAA (продан 1.000.000 экземпляров).
В отличие от следующего сборника «Weird Scenes Inside the Gold Mine», изданного уже после смерти Моррисона, «13» никогда не издавался на компакт-диске.

## Список композиций
Авторство песен сборника — The Doors (Денсмор, Кригер, Манзарек, Моррисон) за исключением композиции № 3, написанной Вилли Диксоном
1. «Light My Fire» (с англ. — «Зажги мой огонь») — 7:07
2. «People Are Strange» (с англ. — «Люди - чужие») — 2:12
3. «Back Door Man» (с англ. — «Мужчина, заходящий с чёрного хода») — 3:30
4. «Moonlight Drive» (с англ. — «Гонка при лунном свете») — 3:04
5. «The Crystal Ship» (с англ. — «Хрустальный корабль») — 2:30
6. «Road House Blues» (с англ. — «Блюз придорожного трактира») — 4:04
7. «Touch Me» (с англ. — «Дотронься до меня») — 3:12
8. «Love Me Two Times» (с англ. — «Люби меня дважды») — 3:16
9. «You’re Lost Little Girl» (с англ. — «Ты заблудилась, малютка») — 3:03
10. «Hello, I Love You» (с англ. — «Привет, я тебя люблю») — 2:22
11. «Land Ho!» (с англ. — «Эй, там на берегу!») — 4:06
12. «Wild Child» (с англ. — «Дикое дитя») — 2:36
13. «The Unknown Soldier» (с англ. — «Неизвестный солдат») — 3:10

## Состав группы
- Джим Моррисон — вокал.
- Рэй Манзарек — клавишные.
- Робби Кригер — гитара.
- Джон Денсмор — ударные.